# Amnesiac
Amnesiac е петият студиен албум на британската група Рейдиохед, издаден на 4 юни 2001 в Англия и на 5 юни в САЩ и Канада. Албумът дебютира на първо място в британските музикални класации и на второ в Billboard Top 200.

## Списък на песните в албума
1. „Packt Like Sardines in a Crushd Tin Box“ – 4:00
2. „Pyramid Song“ – 4:49
3. „Pulk/Pull Revolving Doors“ – 4:07
4. „You And Whose Army?“ – 3:11
5. „I Might Be Wrong“ – 4:54
6. „Knives Out“ – 4:15
7. „Morning Bell / Amnesiac“ – 3:14
8. „Dollars and Cents“ – 4:52
9. „Hunting Bears“ – 2:01
10. „Like Spinning Plates“ – 3:57
11. „Life in a Glasshouse“ – 4:34